# Kitzbühel
Kitzbühel je mjesto u Austriji u saveznoj pokrajini Tirol, i poznato skijaško odredište.

## Povijest
Već u kasno brončano doba (1100 - 800. pr. Kr.) područje su nastanjivali Iliri, koji su imali rudnik bakra.

## Vanjske poveznice
- Službene stranice Kitzbühela